# Liste der Baudenkmäler in Landau an der Isar

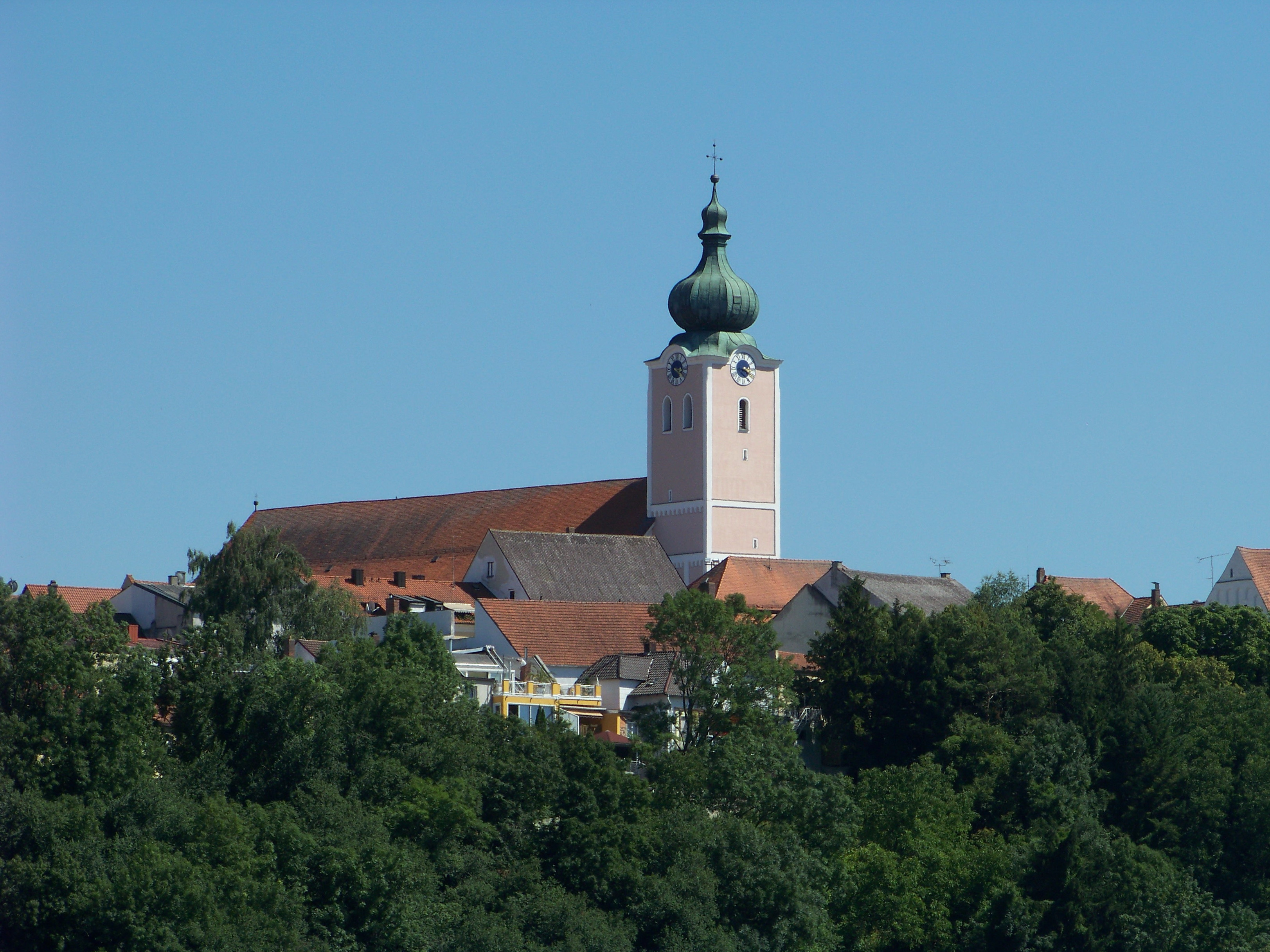
Blick auf Landau von der Isar aus.

Auf dieser Seite sind die Baudenkmäler in der niederbayerischen Stadt Landau an der Isar zusammengestellt. Diese Tabelle ist eine Teilliste der Liste der Baudenkmäler in Bayern. Grundlage ist die Bayerische Denkmalliste, die auf Basis des Bayerischen Denkmalschutzgesetzes vom 1. Oktober 1973 erstmals erstellt wurde und seither durch das Bayerische Landesamt für Denkmalpflege geführt wird. Die folgenden Angaben ersetzen nicht die rechtsverbindliche Auskunft der Denkmalschutzbehörde.

## Baudenkmäler nach Ortsteilen

### Landau
| Lage                                                                                                 | Objekt                                         | Beschreibung | Akten-Nr.     | Bild                       |
| --- | ---------------------------------------------- | --- | ------------- | -------------------------- |
| Bahnhofstraße 17 (Standort)                                                                          | Güterhalle                                     | ehemals zum Bahnhof Landau an der Isar gehörig, Blankziegelbau mit Satteldach, um 1875. | D-2-79-122-91 | BW                         |
| Bahnhofstraße 31 (Standort)                                                                          | Bahnhof Landau an der Isar                     | nach Plänen von Carl Zenger, um 1875; Stationsgebäude, dreiteiliger Ziegelbau mit Hausteingliederung und Flachwalmdächern, eingeschossiger Empfangshalle und zweigeschossigen Eckbauten, zum Gleiskörper hin vorgelagerte Bahnsteighalle auf gusseisernen Säulen; nordöstlich Lokschuppen, eingeschossiger Blankziegelbau mit Satteldach. | D-2-79-122-89 | Bahnhof Landau an der Isar |
| Bockerlbahnradweg; Isar; Isarau; Klärwerkstraße; Königsberger Straße; Mühlbach; Nähe Isar (Standort) | Ehemalige Eisenbahnbrücke                      | der 1994 stillgelegten eingleisigen Nebenstrecke Landau an der Isar-Arnstorf, sogenannte Bockerlbrücke, bestehend aus Kastenbrücke aus Flussstahl auf Betonunterbau, zwei fünf- bzw. zweibogigen Stampfbetonbrücken und eiserner Ständerbogenbrücke, verbunden durch Streckenführung auf Damm, bezeichnet 1902                            | D-2-79-122-90 | weitere Bilder             |
| Fleischgasse 62 (Standort)                                                                           | Schulgebäude                                   | zweigeschossiger Walmdachbau mit Säulenportikus, Schweifgiebel und Putzgliederung, um 1910. | D-2-79-122-4  | BW                         |
| Hauptstraße 80 (Standort)                                                                            | Wohnhaus                                       | dreigeschossiger Bau mit Schweifgiebel, Kuppeltürmchen, Balkon und reicher Putzgliederung, Ende 19. Jahrhundert | D-2-79-122-5  | Wohnhaus                   |
| Heilig-Kreuz-Straße 18 (Standort)                                                                    | Katholische Friedhofskirche Hl. Kreuz          | spätgotische Saalkirche mit versetztem Chor, im Westen Anbau mit Vorhalle, barock erweitert, barocker Südturm mit Zwiebel; mit Ausstattung und Grabtafeln des 18./19. Jahrhundert; Friedhofsmauer mit Grabmalkapellen, 19. Jahrhundert | D-2-79-122-7  | weitere Bilder             |
| Höckinger Straße 6 (Standort)                                                                        | Wohnhaus und Weinstube                         | ehemalige Tafernwirtschaft, zweigeschossiger Massivbau mit Halbwalm-Mansarddach, Anfang 19. Jahrhundert | D-2-79-122-8  | Wohnhaus und Weinstube     |
| Höckinger Straße 9 (Standort)                                                                        | Ehemaliges Gerberhaus                          | jetzt Heimatmuseum, zweigeschossiger Satteldachbau mit Blockbau-Kniestock, rückwärtig mit Lauben 17./18. Jahrhundert, Anbau mit Balkon, wohl 1797 | D-2-79-122-9  | Ehemaliges Gerberhaus      |
| Kalvarienberg (Standort)                                                                             | Kreuzigungsgruppe                              | Plastiken auf Steinsockeln mit Inschrifttafeln, bezeichnet 1839 und 1844 | D-2-79-122-11 | BW                         |
| Ludwigstraße 11 (Standort)                                                                           | Wohn- und Geschäftshaus                        | dreigeschossiger Traufseitbau mit Zwerchgiebel und Putzgliederung in Neurenaissance-Formen, Ende 19. Jahrhundert | D-2-79-122-13 | Wohn- und Geschäftshaus    |
| Marienplatz (Standort)                                                                               | Brunnen                                        | sogenannter Marienbrunnen, achteckiges Steinbecken mit Voluten, Mitte 18. Jahrhundert, Marienfigur auf Säule (Nachguss), Neugestaltung 1973. | D-2-79-122-18 | Brunnen                    |
| Marienplatz 5 (Standort)                                                                             | Ehemals Landratsamt                            | zweigeschossiger Traufseitbau mit Mansarddach und Rustikagliederung, erste Hälfte 19. Jahrhundert | D-2-79-122-17 | Ehemals Landratsamt        |
| Nähe Fritz-Kollmann-Straße (Standort)                                                                | Bildstock                                      | mit Bildfeldern und Christus Salvator-Nische, historisierend, 19. Jahrhundert | D-2-79-122-1  | BW                         |
| Nähe Marbstraße (Standort)                                                                           | Brunnstube                                     | Kellerbau mit Wasserschächten, um 1750; bei der Marienhöhe. | D-2-79-122-14 | BW                         |
| Nähe St 2114 (Standort)                                                                              | Pestkreuz                                      | 19. Jahrhundert, mit Erinnerungstafel von 1888 an den Pestfriedhof von 1713; 1976 umgestaltet. | D-2-79-122-29 | BW                         |
| Oberer Stadtplatz 1 (Standort)                                                                       | Tonrelief                                      | Maria mit Kind, gotisch, in der Vorhalle; Gedenktafel an den Brand 1743, bezeichnet 1843, im ersten Obergeschoss. | D-2-79-122-19 | Tonrelief                  |
| Oberer Stadtplatz 14 (Standort)                                                                      | Pfarrhaus                                      | zweigeschossiger Mansardwalmdachbau mit Putzgliederung und vorspringendem Osttrakt, 1749. | D-2-79-122-95 | Pfarrhaus                  |
| Oberer Stadtplatz 15 (Standort)                                                                      | Katholische Stadtpfarrkirche Mariä Himmelfahrt | barocke Wandpfeilerkirche mit Westturm, nördlich barocker Ölberganbau, von Dominico Mazio (Dominikus Magzin, ca. 1660–1730) ab 1713 erbaut, Turmunterbau mittelalterlich; mit Ausstattung; Kreuzgruppe, 19. Jahrhundert; an der Südseite.                                                                                                 | D-2-79-122-21 | weitere Bilder             |
| Oberer Stadtplatz 18 (Standort)                                                                      | Gasthof                                        | ehemals nordöstlicher Teil des sogenannten Kastenhofes, zweigeschossiger Traufseitbau mit Zwerchhaus, Walmdach und Durchfahrt, im Kern 16. Jahrhundert, Umgestaltung 19. Jahrhundert; Rückgebäude, ehemaliges Stallgebäude und Stadel, spätgotischer Satteldachbau mit Blendbögen und Spitzbogenfenstern, wohl 16. Jahrhundert            | D-2-79-122-22 | Gasthof                    |
| Oberer Stadtplatz 20 (Standort)                                                                      | Ehemals Kastenhof                              | Bestandteil der 1504 zerstörten Burg- bzw. Schlossanlage, jetzt Museum, dreigeschossiger Massivbau mit Steilgiebel, im Kern 15. /16. Jahrhundert, Südflügel (modern verkürzt), Mitte 19. Jahrhundert, nördlich Verbindungsbau mit Steildach, 16. Jahrhundert                                                                              | D-2-79-122-23 | weitere Bilder             |
| Sebastianiplatz (Standort)                                                                           | Brunnen                                        | sogenannter Sebastiansbrunnen, mit Figur des Hl. Sebastian auf Säule in achteckigem steinernen Brunnenbecken, neugotisch, 2. Hälfte 19. Jahrhundert | D-2-79-122-33 | Brunnen                    |
| Spitalplatz 2 (Standort)                                                                             | Wohn- und Geschäftshaus                        | zweigeschossiger Giebelbau, Inschrifttafel bezeichnet 1759; Nebengebäude. | D-2-79-122-24 | Wohn- und Geschäftshaus    |
| Spitalplatz 7 (Standort)                                                                             | Katholische Spitalkirche Hl. Geist             | neugotischer Backsteinbau mit Dachreiter und eingezogenem Chor, 1859/61; mit Ausstattung. | D-2-79-122-26 | weitere Bilder             |
| Stadtgraben 17 (Standort)                                                                            | Ehemaliger Rundturm der Stadtbefestigung       | zu Wohnzwecken umgebaut; Kellergewölbe eines ehemaligen Pulverturms, im Kern 16. Jahrhundert | D-2-79-122-2  | BW                         |
| Steinfelsstraße 14 (Standort)                                                                        | Steinfigur                                     | des Hl. Johann v. Nepomuk, von K. von Ranson, nach 1900; im Garten. | D-2-79-122-27 | Steinfigur                 |
| Steinfelsstraße 28 (Standort)                                                                        | Katholische Wallfahrtskirche Mariä Heimsuchung | sogenannte Steinfelskirche, barocker Saalbau mit Dachreiter, Chor um Sandsteinfelsen herumgebaut, Ende 17. /Anfang 18. Jahrhundert, Weihe 1716; mit Ausstattung. | D-2-79-122-28 | weitere Bilder             |
| Theresienstraße 4 (Standort)                                                                         | Ehemals Franziskanerhospiz                     | zweigeschossiger Walmdachbau mit Pilasterrahmung am Portal, 1726/27; ehemalige Klosterküche, erdgeschossiger Seitenflügel, frühes 18. Jahrhundert | D-2-79-122-30 | Ehemals Franziskanerhospiz |
| Theresienstraße 36 (Standort)                                                                        | Wohnhaus                                       | zweigeschossiger villenartiger Bau mit Halbwalmdach, Erker und Balkon auf hohem Sockelgeschoss, Putzgliederung in Jugendstil-Formen, bezeichnet 1911 | D-2-79-122-31 | BW                         |
| Unteres Buchet 22 (Standort)                                                                         | Pestkapelle                                    | getünchter Backsteinbau, frühes 18. Jahrhundert; mit Ausstattung. | D-2-79-122-34 | BW                         |

### Ahausen
| Lage                                | Objekt   | Beschreibung                                     | Akten-Nr.     | Bild |
| ----------------------------------- | -------- | ------------------------------------------------ | ------------- | ---- |
| Nähe Heilig-Kreuz-Straße (Standort) | Kreuzweg | 12 Steinsäulen mit Reliefs, wohl 20. Jahrhundert | D-2-79-122-92 | BW   |

### Attenhausen
| Lage                     | Objekt                | Beschreibung                                                                                       | Akten-Nr.     | Bild |
| ------------------------ | --------------------- | -------------------------------------------------------------------------------------------------- | ------------- | ---- |
| Attenhausen 1 (Standort) | Ehemaliges Bauernhaus | Flachsatteldachbau mit Blockbau-Obergeschoss, 2. Hälfte 18. Jahrhundert, Wirtschaftsteil erneuert. | D-2-79-122-35 | BW   |

### Fichtheim
| Lage                    | Objekt         | Beschreibung                                 | Akten-Nr.     | Bild |
| ----------------------- | -------------- | -------------------------------------------- | ------------- | ---- |
| In Fichtheim (Standort) | Straßenkapelle | gegliederter Bau, 2. Viertel 19. Jahrhundert | D-2-79-122-36 | BW   |

### Holzhäuseln
| Lage                     | Objekt                     | Beschreibung                                                                           | Akten-Nr.     | Bild |
| ------------------------ | -------------------------- | -------------------------------------------------------------------------------------- | ------------- | ---- |
| Holzhäuseln 1 (Standort) | Kleinbauernhaus            | zweigeschossiger Blockbau mit Satteldach, Anfang 19. Jahrhundert, Dach später          | D-2-79-122-39 | BW   |
| Holzhäuseln 4 (Standort) | Ehemaliges Kleinbauernhaus | Wohnteil zweigeschossiger Blockbau mit Satteldach, Anfang 19. Jahrhundert, Dach später | D-2-79-122-40 | BW   |

### Kammern
| Lage                                                        | Objekt                              | Beschreibung | Akten-Nr.     | Bild                                |
| ----------------------------------------------------------- | ----------------------------------- | --- | ------------- | ----------------------------------- |
| Wisselsdorfer Straße 23 (Standort)                          | Katholische Pfarrkirche St. Stephan | Saalkirche mit Südturm, romanische Bauteile an Langhaus und Turm, sonst Neubau 1888; mit Ausstattung                       | D-2-79-122-41 | Katholische Pfarrkirche St. Stephan |
| Wisselsdorfer Straße 26 (Standort)                          | Ehemaliges Pfarrhaus                | zweigeschossiger Satteldachbau mit Fassadengliederung, nach 1882                                                           | D-2-79-122-42 | BW                                  |
| Wisselsdorfer Straße 33; Wisselsdorfer Straße 39 (Standort) | Bauernhaus                          | zweigeschossiger Flachsatteldachbau mit Blockbau-Obergeschoss und zwei Schroten, Stall giebelseitig, Mitte 18. Jahrhundert | D-2-79-122-43 | BW                                  |

### Mettenhausen
| Lage                                | Objekt                                | Beschreibung | Akten-Nr.     | Bild           |
| ----------------------------------- | ------------------------------------- | --- | ------------- | -------------- |
| Andreasstraße (Standort)            | Bildstock                             | kleiner Backsteinbau, zweite Hälfte 19. Jahrhundert; westlich an der Vils                                                                                     | D-2-79-122-47 | BW             |
| Kugelfelder (Standort)              | Feldkapelle                           | kleiner gegliederter Satteldachbau, erste Hälfte 18. Jahrhundert; zur Erinnerung an den ehemaligen Ort und den Friedhof Mettenhausen, südlich an der Vils     | D-2-79-122-46 | BW             |
| Sankt-Mauritius-Straße 8 (Standort) | Katholische Pfarrkirche St. Mauritius | neugotischer Blankziegelbau, Saalkirche mit Nordturm und eingezogenem Chor, erbaut nach Plan von Leonhard Schmidtner durch M. Dendl, 1862/63; mit Ausstattung | D-2-79-122-45 | weitere Bilder |

### Möding
| Lage                         | Objekt  | Beschreibung                                                                                         | Akten-Nr.     | Bild    |
| ---------------------------- | ------- | --- | ------------- | ------- |
| Frühlingstraße 14 (Standort) | Kapelle | Bau mit Dachreiter und leicht eingezogenem Chor, wohl zweite Hälfte 19. Jahrhundert; mit Ausstattung | D-2-79-122-48 | Kapelle |

### Niederhöcking
| Lage                              | Objekt                       | Beschreibung | Akten-Nr.     | Bild           |
| --------------------------------- | ---------------------------- | --- | ------------- | -------------- |
| Dingolfinger Straße 33 (Standort) | Chorraum der Vorgängerkirche | heute Werktagskapelle der katholischen Pfarrkirche St. Martin, 1. Hälfte 15. Jahrhundert, mit Ausstattung; Westturm des Vorgängerbaus, 1855 verändert; Ausstattungsstücke der Vorgängerkirche in den 1997/98 erstellten Neubau übertragen, gotisch und 2. Hälfte 19. Jahrhundert; Kriegergedächtniskapelle, Satteldachbau mit Loggia und Dachreiter, 4. Viertel 19. Jahrhundert | D-2-79-122-49 | weitere Bilder |
| Fichtheimer Straße 2 (Standort)   | Pfarrhof                     | zweigeschossiger Satteldachbau, erbaut 1849; ehemalige Stallung, massiver Satteldachbau, gleichzeitig | D-2-79-122-51 | Pfarrhof       |

### Oberframmering
| Lage                      | Objekt                              | Beschreibung | Akten-Nr.     | Bild                                |
| ------------------------- | ----------------------------------- | --- | ------------- | ----------------------------------- |
| Kirchweg 10 (Standort)    | Katholische Filialkirche St. Petrus | spätromanischer Bau mit geradem Chorschluss und Südturm, zweite Hälfte 13. Jahrhundert, spätgotisch gewölbt und barock verändert; mit Ausstattung | D-2-79-122-53 | Katholische Filialkirche St. Petrus |
| Schanzstraße 3 (Standort) | Bauernhaus eines Hakenhofs          | Satteldachbau mit teilweise verputztem Blockbau-Obergeschoss und Traufschrot, zweite Hälfte 19. Jahrhundert                                       | D-2-79-122-54 | Bauernhaus eines Hakenhofs          |

### Oberhöcking
| Lage                              | Objekt                               | Beschreibung | Akten-Nr.     | Bild                                 |
| --------------------------------- | ------------------------------------ | --- | ------------- | ------------------------------------ |
| Dingolfinger Straße 91 (Standort) | Katholische Filialkirche St. Pankraz | neugotischer Blankziegelbau mit Dachreiter und eingezogenem Chor, 1868/69; mit Ausstattung                          | D-2-79-122-56 | Katholische Filialkirche St. Pankraz |
| Hinteres Dorf 28 (Standort)       | Kleinbauernhaus                      | Satteldachbau mit Blockbau-Obergeschoss und Traufschrot, am Giebel bezeichnet 1858                                  | D-2-79-122-59 | Kleinbauernhaus                      |
| Hinteres Dorf 53 (Standort)       | Einfirsthof                          | Steildachbau mit Blockbau-Obergeschoss und Traufschrot, am Wirtschaftsteil Riegelwand, erste Hälfte 19. Jahrhundert | D-2-79-122-60 | Einfirsthof                          |

### Poldering
| Lage                      | Objekt     | Beschreibung | Akten-Nr.     | Bild       |
| ------------------------- | ---------- | --- | ------------- | ---------- |
| Walnußstraße 4 (Standort) | Bauernhaus | zweigeschossiger Blockbau mit Flachsatteldach, drei Giebelschroten und reich geschnitzten Stützen, gemauerter Stall giebelseitig, zweite Hälfte 18. Jahrhundert | D-2-79-122-61 | Bauernhaus |

### Reichersdorf
| Lage                             | Objekt                             | Beschreibung | Akten-Nr.     | Bild                               |
| -------------------------------- | ---------------------------------- | --- | ------------- | ---------------------------------- |
| Nähe Aufhauser Straße (Standort) | Kapellenbildstock                  | mit Dreiecksgiebel und Pilastergliederung, zweites Viertel 18. Jahrhundert; an der Vilsbrücke | D-2-79-122-64 | Kapellenbildstock                  |
| Zum Kirchplatz 1 (Standort)      | Ehemaliger Pfarrhof                | ehemaliges Pfarrhaus, zweigeschossiger Massivbau mit Halbwalmdach, bezeichnet 1710; ehemaliger Pfarrstadel, mit Blockbau-Obergeschoss, wohl 18. Jahrhundert; südlich Einfriedung, mit Segmentbogenöffnungen, wohl 19. Jahrhundert | D-2-79-122-62 | BW                                 |
| Zum Kirchplatz 9 (Standort)      | Katholische Pfarrkirche St. Martin | spätgotischer Saalbau mit niedrigem Chor und Westturm, 15. Jahrhundert, 1735 verändert; mit Ausstattung | D-2-79-122-63 | Katholische Pfarrkirche St. Martin |

### Rottersdorf
| Lage                        | Objekt                               | Beschreibung                                                                                                | Akten-Nr.     | Bild |
| --------------------------- | ------------------------------------ | --- | ------------- | ---- |
| Andreasstraße 11 (Standort) | Katholische Filialkirche St. Andreas | spätromanischer Saalbau mit Dachreiter, Ende 13. Jahrhundert, Turm 1692, 1870 überarbeitet; mit Ausstattung | D-2-79-122-65 | BW   |

### Thalham
| Lage                                                  | Objekt     | Beschreibung                                                  | Akten-Nr.     | Bild |
| ----------------------------------------------------- | ---------- | ------------------------------------------------------------- | ------------- | ---- |
| Hungerbergfeld, an der Straße nach Kammern (Standort) | Wegkapelle | einfacher Satteldachbau, 19./20. Jahrhundert; mit Ausstattung | D-2-79-122-67 | BW   |

### Thambach
| Lage                     | Objekt            | Beschreibung                                                                                           | Akten-Nr.     | Bild |
| ------------------------ | ----------------- | --- | ------------- | ---- |
| Nähe Thambach (Standort) | Kapelle St. Anton | kleiner Saalbau mit Dachreiter und überdecktem Vorplatz, erste Hälfte 18. Jahrhundert; mit Ausstattung | D-2-79-122-68 | BW   |

### Thanhöcking
| Lage                             | Objekt                                      | Beschreibung | Akten-Nr.     | Bild |
| -------------------------------- | ------------------------------------------- | --- | ------------- | ---- |
| Sankt-Petrus-Straße 4 (Standort) | Katholische Filialkirche St. Peter und Paul | kleiner Saalbau mit Westturm, 14. Jahrhundert, Chor und Erhöhung später; mit Ausstattung                                    | D-2-79-122-69 | BW   |
| Sankt-Petrus-Straße 6 (Standort) | Bauernhaus eines Vierseithofes              | Bauernhaus eines Vierseithofes, Flachsatteldachbau mit Blockbau-Obergeschoss und Traufschrot, zweite Hälfte 18. Jahrhundert | D-2-79-122-70 | BW   |

### Tuntenberg
| Lage                    | Objekt                         | Beschreibung | Akten-Nr.     | Bild |
| ----------------------- | ------------------------------ | --- | ------------- | ---- |
| Tuntenberg 1 (Standort) | Bauernhaus eines Vierseithofes | Satteldachbau mit verputztem Blockbau-Obergeschoss, Kniestock und Giebellaube, im Kern 18. Jahrhundert, Dach später. | D-2-79-122-71 | BW   |

### Unterframmering
| Lage                     | Objekt                               | Beschreibung | Akten-Nr.     | Bild                                 |
| ------------------------ | ------------------------------------ | --- | ------------- | ------------------------------------ |
| Bauerngasse 1 (Standort) | Ehemaliger Gutshof                   | bestehend aus zweigeschossigen Satteldach- bzw. Walmdachbauten mit Ostturm in historisierenden Formen, Anfang 20. Jahrhundert; Einfriedung mit geschweiftem Portal und südlicher Wegkapelle, wohl gleichzeitig. | D-2-79-122-73 | Ehemaliger Gutshof                   |
| Bauerngasse 5 (Standort) | Katholische Filialkirche St. Michael | Saalbau mit geradem Chorschluss und Nordturm, Chor spätromanisch, 2. Hälfte 13. Jahrhundert, Turm 15. Jahrhundert, Langhaus 1719; mit Ausstattung                                                               | D-2-79-122-72 | Katholische Filialkirche St. Michael |

### Usterling
| Lage                           | Objekt                                           | Beschreibung | Akten-Nr.     | Bild                 |
| ------------------------------ | ------------------------------------------------ | --- | ------------- | -------------------- |
| Brunnberg (Standort)           | Bildstock                                        | neugotisch, um 1840/50; mit Figur St. Johannes bapt., die fast den gesamten Raum ausfüllt; unterhalb des „Wachsenden Steins“. | D-2-79-122-76 | Bildstock            |
| In Usterling (Standort)        | Kapelle St. Johannes                             | barocker Bau mit Dachreiter, Mitte 18. Jahrhundert; mit barockem Altar mit gewundenem Säulenpaar, Altarbild St. Johannes bapt. mit Kreuzstab und Lamm; oberhalb des „Wachsenden Steins“.                                          | D-2-79-122-77 | Kapelle St. Johannes |
| Mamminger Straße 62 (Standort) | Katholische Filialkirche St. Johannes der Täufer | gestaffelter Bau in Blankziegelmauerwerk und Sattelturm, spätgotisch, Anfang 16. Jahrhundert; mit Ausstattung; Einfriedung, Ziegelmauer mit Granitabdeckungen auf den Pfeilern und schmiedeeisernen Toren, spätes 19. Jahrhundert | D-2-79-122-74 | weitere Bilder       |
| Mamminger Straße 68 (Standort) | Bauernhaus                                       | Satteldachbau mit Blockbau-Obergeschoss, teilweise verschalt, im Kern 18. Jahrhundert | D-2-79-122-75 | BW                   |

### Weihern
| Lage                  | Objekt        | Beschreibung                                                 | Akten-Nr.     | Bild |
| --------------------- | ------------- | ------------------------------------------------------------ | ------------- | ---- |
| In Weihern (Standort) | Weilerkapelle | kleiner Saalbau mit Dachreiter, erbaut 1845; mit Ausstattung | D-2-79-122-80 | BW   |

### Wildthurn
| Lage                               | Objekt                      | Beschreibung | Akten-Nr.     | Bild                        |
| ---------------------------------- | --------------------------- | --- | ------------- | --------------------------- |
| Ritter-Waller-Straße 16 (Standort) | Schloss                     | mehrteilige zwei- bzw. dreigeschossige Anlage mit erhaltenem spätromanischen Bergfried, 13. Jahrhundert, neugotischer Ostflügel erbaut 1911, nördlich katholische Schlosskapelle Mariä Empfängnis, erbaut 1840, 1911 überarbeitet; mit Ausstattung; östlich Schlossmauer mit Pavillon, wohl 1911; ehemalige Mälzerei, Satteldachbau mit Treppengiebeln und Uhrturm mit Zinnen, Ende 18. Jahrhundert und 1840; nördlich Remisen, mit Arkaden, Ende 18. Jahrhundert und 1840; Schlossbrunnen, barock, mit Steinfigur, erste Hälfte 19. Jahrhundert; nördlich Ziehbrunnen. | D-2-79-122-81 | weitere Bilder              |
| Ritter-Waller-Straße 17 (Standort) | Ehemaliges Benefiziatenhaus | zweigeschossiger biedermeierlicher Satteldachbau mit Rundbogenfenstern, Mitte 19. Jahrhundert | D-2-79-122-82 | Ehemaliges Benefiziatenhaus |

### Wolfsdorf
| Lage                                        | Objekt                             | Beschreibung                                                                          | Akten-Nr.     | Bild |
| ------------------------------------------- | ---------------------------------- | ------------------------------------------------------------------------------------- | ------------- | ---- |
| Simbacher Straße 78; Stockaweg 3 (Standort) | Bauernhaus                         | Satteldachbau mit Blockbau-Obergeschoss und Traufschrot, 18. Jahrhundert, Dach später | D-2-79-122-84 | BW   |
| Sommerstraße 10 (Standort)                  | Katholische Filialkirche St. Alban | barocke Saalkirche mit Dachreiter, erste Hälfte 18. Jahrhundert; mit Ausstattung      | D-2-79-122-83 | BW   |

### Zeholfing
| Lage                               | Objekt                                 | Beschreibung | Akten-Nr.     | Bild                |
| ---------------------------------- | -------------------------------------- | --- | ------------- | ------------------- |
| Metzgergasse 2 (Standort)          | Katholische Pfarrkirche St. Laurentius | ursprünglich einschiffige Anlage mit Südturm, zweite Hälfte 13. Jahrhundert, Erweiterung zur Halle, Seitenschiffe um 1500, Sakristei 1734, Turmoberbau 1921; mit Ausstattung; Ölbergkapelle, Ende 18. Jahrhundert; mit Ausstattung | D-2-79-122-85 | weitere Bilder      |
| Osterhofener Straße 129 (Standort) | Ehemaliger Pfarrhof                    | ehemaliges Pfarrhaus, zweigeschossiger Bau mit flachem Walmdach, um 1840/60; Massivstadel mit Schopfwalm, 19. Jahrhundert | D-2-79-122-87 | Ehemaliger Pfarrhof |

### Zulling
| Lage                   | Objekt                                    | Beschreibung | Akten-Nr.     | Bild           |
| ---------------------- | ----------------------------------------- | --- | ------------- | -------------- |
| Blumenweg 9 (Standort) | Katholische Filialkirche Mariä Empfängnis | spätgotischer Saalbau mit eingezogenem Chor und Westturm, Ende 15. Jahrhundert, Jahreszahl 1478 am Chorbogen; mit Ausstattung | D-2-79-122-88 | weitere Bilder |

## Ehemalige Baudenkmäler
In diesem Abschnitt sind Objekte aufgeführt, die früher einmal in der Denkmalliste eingetragen waren, jetzt aber nicht mehr. Objekte, die in anderem Zusammenhang also z. B. als Teil eines Baudenkmals weiter eingetragen sind, sollen hier nicht aufgeführt werden. Aktennummern in diesem Abschnitt sind ehemalige, jetzt nicht mehr gültige Aktennummern.

| Lage                                            | Objekt             | Beschreibung                                                                                            | Akten-Nr.     | Bild               |
| ----------------------------------------------- | ------------------ | --- | ------------- | ------------------ |
| Landau Oberer Stadtplatz 10 (Standort)          | Ehemaliger Gasthof | dreigeschossiger Traufseitbau mit Toreinfahrt und Putzgliederung, 2. Hälfte 19. Jahrhundert             | D-2-79-122-20 | Ehemaliger Gasthof |
| Niederhöcking Dingolfinger Straße 45 (Standort) | Bauernhaus         | zweigeschossiger Satteldachbau mit Blockbaugiebel und Hochlaube, 18./19. Jahrhundert                    | D-2-79-122-50 | BW                 |
| Weihern Bienenweg 8 (Standort)                  | Bauernhaus         | Satteldachbau mit Blockbau-Obergeschoss, teilweise verschalt, erste Hälfte 19. Jahrhundert, Dach später | D-2-79-122-78 | BW                 |

## Abgegangene Baudenkmäler
In diesem Abschnitt sind Objekte aufgeführt, die früher einmal in der Denkmalliste eingetragen waren, jetzt aber nicht mehr existieren, z. B. weil sie abgebrochen wurden. Aktennummern in diesem Abschnitt sind ehemalige, jetzt nicht mehr gültige Aktennummern.

| Lage                                     | Objekt                     | Beschreibung                                                          | Akten-Nr.     | Bild                       |
| ---------------------------------------- | -------------------------- | --------------------------------------------------------------------- | ------------- | -------------------------- |
| Oberframmering Schanzstraße 5 (Standort) | Bauernhaus eines Hakenhofs | Satteldachbau mit Blockbau-Obergeschoss, im Kern Ende 18. Jahrhundert | D-2-79-122-55 | Bauernhaus eines Hakenhofs |